# Hybomitra hinei
Hybomitra hinei är en tvåvingeart som först beskrevs av Johnson 1904.  Hybomitra hinei ingår i släktet Hybomitra och familjen bromsar. Inga underarter finns listade i Catalogue of Life.